# 追分殺人事件
『追分殺人事件』（おいわけさつじんじけん）は、長野県軽井沢町の追分を舞台にした、内田康夫のミステリー小説。
信濃のコロンボこと竹村警部と警視庁のエース岡部警部が競演する作品。
信濃追分の殺人事件と、東京本郷での殺人事件という二つの事件が「追分」でつながり、追分節をキーワードに物語が展開する。
| スタブアイコン | サブスタブ | この項目は、まだ閲覧者の調べものの参照としては役立たない、文学に関連した書きかけの項目です。この項目を加筆・訂正などしてくださる協力者を求めています（P:文学、PJ:ライトノベル）。項目が小説家・作家の場合には{Writer-substub}を、文学作品以外の本・雑誌の場合には{Book-substub}を貼り付けてください。 |